# NIFL Premiership 2020-21
La NIFL Premiership 2020-21 fue la 120.ª edición de la NIFL Premiership, la máxima categoría del fútbol de Irlanda del Norte. Estaba previsto su inicio para el mes de agosto, pero fue retrasado debido a la pandemia por coronavirus. La NIFL fijó el 17 de octubre como fecha de inicio, finalizó el 29 de mayo de 2021.
El Linfield fue el campeón defensor luego de que lograra el título en la temporada 2019-20 por 54.ª vez en su historia.

## Ascensos y descensos
| Pos. | Descendido de NIFL Premiership 2019-20 |
| ---- | -------------------------------------- |
| 12.º | Institute                              |

| Pos. | Ascendido de NIFL Championship 2019-20 |
| ---- | -------------------------------------- |
| 1.º  | Portadown                              |

## Equipos participantes
| Club             | Ciudad        | Estadio               | Capacidad |
| ---------------- | ------------- | --------------------- | --------- |
| Ballymena United | Ballymena     | Ballymena Showgrounds | 3050      |
| Carrick Rangers  | Carrickfergus | Taylors Avenue        | 4500      |
| Cliftonville     | Belfast       | Solitude              | 2530      |
| Coleraine        | Coleraine     | The Showgrounds       | 2496      |
| Crusaders        | Belfast       | Seaview               | 3383      |
| Dungannon Swifts | Dungannon     | Stangmore Park        | 5000      |
| Glenavon         | Lurgan        | Mourneview Park       | 4160      |
| Glentoran        | Belfast       | The Oval              | 6054      |
| Larne            | Larne         | Inver Park            | 2000      |
| Linfield         | Belfast       | Windsor Park          | 18 614    |
| Portadown        | Portadown     | Shamrock Park         | 3940      |
| Warrenpoint Town | Warrenpoint   | Milltown              | 1280      |

## Primera fase

### Clasificación
| Pos. | Equipo           | Pts. | PJ | G  | E  | P  | GF | GC | Dif. | Clasificación            |
| ---- | ---------------- | ---- | -- | -- | -- | -- | -- | -- | ---- | ------------------------ |
| 1    | Linfield         | 70   | 33 | 22 | 4  | 7  | 76 | 34 | +42  | Ronda por el campeonato  |
| 2    | Glentoran        | 63   | 33 | 18 | 9  | 6  | 61 | 29 | +32  | Ronda por el campeonato  |
| 3    | Coleraine        | 62   | 33 | 18 | 8  | 7  | 50 | 32 | +18  | Ronda por el campeonato  |
| 4    | Cliftonville     | 56   | 33 | 16 | 8  | 9  | 55 | 35 | +20  | Ronda por el campeonato  |
| 5    | Larne            | 55   | 33 | 15 | 10 | 8  | 56 | 35 | +21  | Ronda por el campeonato  |
| 6    | Crusaders        | 53   | 33 | 16 | 5  | 12 | 59 | 40 | +19  | Ronda por el campeonato  |
| 7    | Glenavon         | 52   | 33 | 14 | 10 | 9  | 56 | 57 | −1   | Ronda por la permanencia |
| 8    | Ballymena United | 46   | 33 | 13 | 7  | 13 | 50 | 40 | +10  | Ronda por la permanencia |
| 9    | Portadown        | 30   | 33 | 8  | 6  | 19 | 40 | 65 | −25  | Ronda por la permanencia |
| 10   | Warrenpoint Town | 27   | 33 | 6  | 9  | 18 | 32 | 65 | −33  | Ronda por la permanencia |
| 11   | Carrick Rangers  | 20   | 33 | 4  | 8  | 21 | 28 | 77 | −49  | Ronda por la permanencia |
| 12   | Dungannon Swifts | 16   | 33 | 4  | 4  | 25 | 18 | 72 | −54  | Ronda por la permanencia |

Actualizado a los partidos jugados el 24 de abril de 2021.
 Fuente: NIFL Premiership

### Resultados cruzados
| Local \ Visitante | BYM | CRK | CLI | COL | CRU | DUN | GLE | GLT | LAR | LIN | POR | WPT |
| ----------------- | --- | --- | --- | --- | --- | --- | --- | --- | --- | --- | --- | --- |
| Ballymena United  | —   | 2–0 | 1–1 | 0–1 | 1–4 | 0–1 | 0–2 | 1–1 | 1–1 | 2–3 | 2–1 | 2–0 |
| Carrick Rangers   | 0–2 | —   | 0–1 | 0–2 | 1–3 | 0–0 | 3–4 | 0–5 | 1–3 | 1–1 | 4–1 | 1–3 |
| Cliftonville      | 0–4 | 3–0 | —   | 0–2 | 2–2 | 3–0 | 1–1 | 1–0 | 1–0 | 4–3 | 5–0 | 3–0 |
| Coleraine         | 0–1 | 3–0 | 2–2 | —   | 2–1 | 2–0 | 2–1 | 1–1 | 0–2 | 0–2 | 1–1 | 2–1 |
| Crusaders         | 2–1 | 1–3 | 1–0 | 1–0 | —   | 3–1 | 0–1 | 2–0 | 3–3 | 1–2 | 5–0 | 4–0 |
| Dungannon Swifts  | 1–5 | 0–2 | 2–1 | 2–0 | 2–1 | —   | 1–2 | 0–1 | 0–2 | 0–2 | 0–3 | 0–2 |
| Glenavon          | 2–1 | 1–1 | 1–1 | 4–4 | 3–1 | 0–0 | —   | 2–1 | 1–4 | 1–2 | 2–4 | 1–0 |
| Glentoran         | 0–2 | 6–0 | 1–0 | 2–2 | 1–0 | 5–1 | 1–1 | —   | 0–0 | 3–1 | 2–1 | 0–0 |
| Larne             | 2–0 | 3–0 | 1–0 | 1–2 | 2–1 | 3–0 | 2–1 | 1–1 | —   | 3–1 | 2–2 | 1–1 |
| Linfield          | 2–1 | 5–1 | 2–0 | 0–0 | 2–1 | 2–0 | 2–0 | 3–3 | 2–1 | —   | 3–0 | 6–0 |
| Portadown         | 0–0 | 2–0 | 1–1 | 0–3 | 2–2 | 1–0 | 4–1 | 1–3 | 1–2 | 1–2 | —   | 0–2 |
| Warrenpoint Town  | 1–1 | 0–0 | 0–5 | 1–2 | 0–1 | 1–1 | 1–2 | 1–2 | 1–1 | 2–1 | 1–1 | —   |

| Local \ Visitante | BYM | CRK | CLI | COL | CRU | DUN | GLE | GLT | LAR | LIN | POR | WPT |
| ----------------- | --- | --- | --- | --- | --- | --- | --- | --- | --- | --- | --- | --- |
| Ballymena United  | —   | 1–0 | —   | 1–2 | 0–1 | 5–1 | —   | 2–2 | —   | 2–1 | —   | —   |
| Carrick Rangers   | —   | —   | —   | —   | 1–1 | 1–1 | —   |     | 1–2 | —   | 5–3 | 1–1 |
| Cliftonville      | 2–1 | 5–0 | —   | 2–1 | —   | —   | 2–1 | 0–2 | —   | —   | —   | 3–0 |
| Coleraine         | —   | 1–0 | —   | —   | 2–0 | —   | 0–0 | —   | 2–0 | —   | 2–0 | 2–1 |
| Crusaders         | —   | —   | 2–2 | —   | —   | —   | 6–1 | 1–0 | —   | 1–2 | —   | 0–2 |
| Dungannon Swifts  | —   | —   | 1–2 | 2–3 | 0–2 | —   | 0–4 | —   | —   | —   | 0–1 | —   |
| Glenavon          | 3–2 | 1–1 | —   | 1–1 | —   | —   | —   | —   | 2–2 | 3–2 | —   | —   |
| Glentoran         | —   | 2–0 | —   | —   | —   | 2–0 | 3–1 | —   | 3–2 | —   | 4–0 | —   |
| Larne             | 0–1 | —   | 0–0 | —   | 0–3 | 3–0 | —   | —   | —   | 1–1 | —   | 5–0 |
| Linfield          | —   | 7–0 | 2–0 | 2–1 | —   | 4–0 | —   | 0–1 | —   | —   | —   | 5–0 |
| Portadown         | 1–2 | —   | 1–2 | —   | 1–2 | —   | 1–2 | —   | 2–1 | 0–1 | —   | —   |
| Warrenpoint Town  | 2–2 | —   | —   | —   | —   | 4–1 | 3–4 | 0–2 | —   | —   | 1–3 | —   |

## Ronda por el campeonato

### Clasificación
| Pos. | Equipo       | Pts. | PJ | G  | E  | P  | GF | GC | Dif. | Clasificación 2021–22                               |
| ---- | ------------ | ---- | -- | -- | -- | -- | -- | -- | ---- | --------------------------------------------------- |
| 1    | Linfield (C) | 78   | 38 | 24 | 6  | 8  | 83 | 38 | +45  | Primera ronda de la Liga de Campeones               |
| 2    | Coleraine    | 73   | 38 | 21 | 10 | 7  | 57 | 35 | +22  | Primera ronda de la Liga Europa Conferencia         |
| 3    | Glentoran    | 71   | 38 | 20 | 11 | 7  | 65 | 32 | +33  | Primera ronda de la Liga Europa Conferencia         |
| 4    | Larne        | 64   | 38 | 18 | 10 | 10 | 64 | 41 | +23  | Play-offs para entrar en la Liga Europa Conferencia |
| 5    | Cliftonville | 60   | 38 | 17 | 9  | 12 | 59 | 42 | +17  | Play-offs para entrar en la Liga Europa Conferencia |
| 6    | Crusaders    | 54   | 38 | 16 | 6  | 16 | 62 | 50 | +12  | Play-offs para entrar en la Liga Europa Conferencia |

 Fuente: NIFL Premiership, Soccerway

### Resultados cruzados
| Local \ Visitante | CLI | COL | CRU | GLT | LAR | LIN |
| ----------------- | --- | --- | --- | --- | --- | --- |
| Cliftonville      | —   | —   | 1–1 | —   | 1–2 | 0–2 |
| Coleraine         | 2–0 | —   | —   | —   | —   | 1–1 |
| Crusaders         | —   | 0–1 | —   | —   | 1–3 | —   |
| Glentoran         | 0–2 | 1–1 | 2–0 | —   | —   | 0–0 |
| Larne             | —   | 1–2 | —   | 0–1 | —   | —   |
| Linfield          | —   | —   | 3–1 | —   | 1–2 | —   |

## Ronda por la permanencia

### Clasificación
| Pos. | Equipo           | Pts. | PJ | G  | E  | P  | GF | GC | Dif. | Clasificación 2021–22                               |
| ---- | ---------------- | ---- | -- | -- | -- | -- | -- | -- | ---- | --------------------------------------------------- |
| 1    | Glenavon         | 62   | 38 | 17 | 11 | 10 | 72 | 65 | +7   | Play-offs para entrar en la Liga Europa Conferencia |
| 2    | Ballymena United | 61   | 38 | 18 | 7  | 13 | 67 | 44 | +23  |                                                     |
| 3    | Portadown        | 36   | 38 | 10 | 6  | 22 | 50 | 78 | −28  |                                                     |
| 4    | Warrenpoint Town | 36   | 38 | 9  | 9  | 20 | 38 | 74 | −36  |                                                     |
| 5    | Carrick Rangers  | 23   | 38 | 5  | 8  | 25 | 35 | 92 | −57  |                                                     |
| 6    | Dungannon Swifts | 17   | 38 | 4  | 5  | 29 | 22 | 83 | −61  |                                                     |

 Fuente: NIFL Premiership, Soccerway

### Resultados cruzados
| Local \ Visitante | BYM | CRK | DUN | GLE | POR | WPT |
| ----------------- | --- | --- | --- | --- | --- | --- |
| Ballymena United  | —   | —   | —   | 3–1 | 4–2 | 3–0 |
| Carrick Rangers   | 0–4 | —   | —   | 3–6 | —   | —   |
| Dungannon Swifts  | 1–3 | 0–2 | —   | —   | —   | 0–1 |
| Glenavon          | —   | —   | 1–1 | —   | 4–1 | 4–0 |
| Portadown         | —   | 2–1 | 4–2 | —   | —   | 1–2 |
| Warrenpoint Town  | —   | 3–1 | —   | —   | —   | —   |

## Play-offs para la Liga Europa Conferencia 2021-22
|  | Semifinales | Semifinales       | Semifinales |              |   | Final | Final | Final |  |
|  |             |                   |             |              |   |       |       |       |  |
|  |             |                   |             |              |   |       |       |       |  |
|  | 4           | Larne             | 2           |              |   |       |       |       |  |
|  | 4           | Larne             | 2           |              |   |       |       |       |  |
|  | 7           | Glenavon          | 1           |              |   |       |       |       |  |
|  | 7           | Glenavon          | 1           |              | 4 | Larne | 3     |       |  |
|  |             |                   |             |              | 4 | Larne | 3     |       |  |
|  |             |                   | 5           | Cliftonville | 1 |       |       |       |  |
|  | 5           | Cliftonville (p.) | 5           | Cliftonville | 1 | 0 (5) |       |       |  |
|  | 5           | Cliftonville (p.) |             |              |   | 0 (5) |       |       |  |
|  | 6           | Crusaders         | 0 (4)       |              |   |       |       |       |  |
|  | 6           | Crusaders         | 0 (4)       |              |   |       |       |       |  |
|  |             |                   |             |              |   |       |       |       |  |

### Semifinales
| 1 de junio de 2021 | Larne                      | 2:1 (1:1) | Glenavon  | Inver Park, Larne        |                          |
| 19:30 BST          | McDaid 8' · Donnelly 90+3' | Reporte   | Purkis 5' | Árbitro(s): Lee Tavinder | Árbitro(s): Lee Tavinder |

| 1 de junio de 2021 | Cliftonville                                    | 0:0 (5:4 p.)               | Crusaders                                      | Solitude, Belfast           |                             |
| 19:30 BST          |                                                 | Reporte                    |                                                | Árbitro(s): Raymond Crangle | Árbitro(s): Raymond Crangle |
|                    |                                                 | Tiros desde el punto penal |                                                |                             |                             |
|                    | Hale · O'Connor · R. Curran · O'Neill · Gormley |                            | Kennedy · Cushley · O'Rourke · Larmour · Ruddy |                             |                             |

### Final
| 5 de junio de 2021 | Larne                       | 3:1 (1:0) | Cliftonville | Inver Park, Larne |  |
| 17:30 BST          | McDaid 33', 80' · Lynch 64' | Reporte   | O'Connor 59' |                   |  |